# طيران المكسيك
طيران المكسيك (بالإسبانية: Aeroméxico)تلفظ بالإسبانية: /a.eɾoˈmexiko/) هي شركة الطيران الوطنية في المكسيك، يقع مقرها الرئيسي في العاصمة مكسيكو سيتي، وتتخذ من مطار مكسيكو سيتي الدولي مركزاً لعملياتها، تأسست طيران المكسيك في 15 سبتمبر 1934، تقدم طيران المكسيك خدماتها إلى 90 وجهة في أمريكا الجنوبية، أمريكا الشمالية، منطقة البحر الكاريبي، أوروبا، وآسيا.
تشمل الشركة طيران المكسيك للشحن وAeroméxico Connect (شركة فرعية إقليمية) وطيران المكسيك كونتيجو (تعمل على مسارات مختارة بين الولايات المتحدة والمكسيك). تحتل المجموعة حاليًا المرتبة الثانية في حصة السوق المحلية بنسبة 24.2٪ خلف فولاريس؛ والمركز الأول في حصة السوق الدولية بنسبة 15.8٪ في مارس 2020، لتصبح أكبر مجموعة طيران دولية في المكسيك. الخطوط الجوية المكسيكية هي أحد الأعضاء المؤسسين الأربعة لتحالف طيران سكاي تيم، إلى جانب الخطوط الجوية الفرنسية وخطوط دلتا الجوية وكوريا للطيران.

## الوجهات
دخلت الخطوط الجوية المكسيكية إلى أسواق دولية في محاولة لاكتساب المزيد من الوجود العالمي وتعزيز شبكتها. بدأت عملياتها إلى طوكيو من مكسيكو سيتي عبر تيخوانا في عام 2006. بدأت الخدمة إلى شنغهاي من مكسيكو سيتي عبر تيخوانا في مايو 2008. وشملت الوجهات الجديدة في 2015-2016 مدينة بنما وسانتو دومينغو وفانكوفر وتورنتو وبوسطن وميديلين وأمستردام وكوزوميل وأوستن (تكساس).  أطلقت شركة الطيران خدماتها إلى سيول من مكسيكو سيتي (مع توقف في مونتيري فقط في رحلة الذهاب) في 1 يوليو 2017.

### اتفاقية الرمز المشترك
لدى طيران المكسيك اتفاقية الرمز المشترك مع الشركات التالية:
- إيروفلوت
- الخطوط الجوية الأرجنتينية
- طيران أوروبا
- الخطوط الجوية الفرنسية
- أفيانكا
- الخطوط الجوية الصينية
- خطوط شرق الصين الجوية
- خطوط كوبا الجوية
- الخطوط الجوية التشيكية
- خطوط دلتا الجوية (Joint Venture Partner)
- إل عال
- غارودا إندونيسيا
- Gol Transportes Aéreos
- الخطوط الجوية اليابانية
- الخطوط الجوية الكينية
- الخطوط الجوية الملكية الهولندية
- كوريا للطيران
- مجموعة خطوط لاتام الجوية
- طيران الشرق الأوسط
- الخطوط السعودية
- تاروم
- الخطوط الجوية الفيتنامية
- خطوط فيرجن أتلانتيك الجوية
- ويست جت إيرلاينز  [لغات أخرى]‏
- خطوط زيامن الجوية

## الأسطول

### الأسطول الحالي

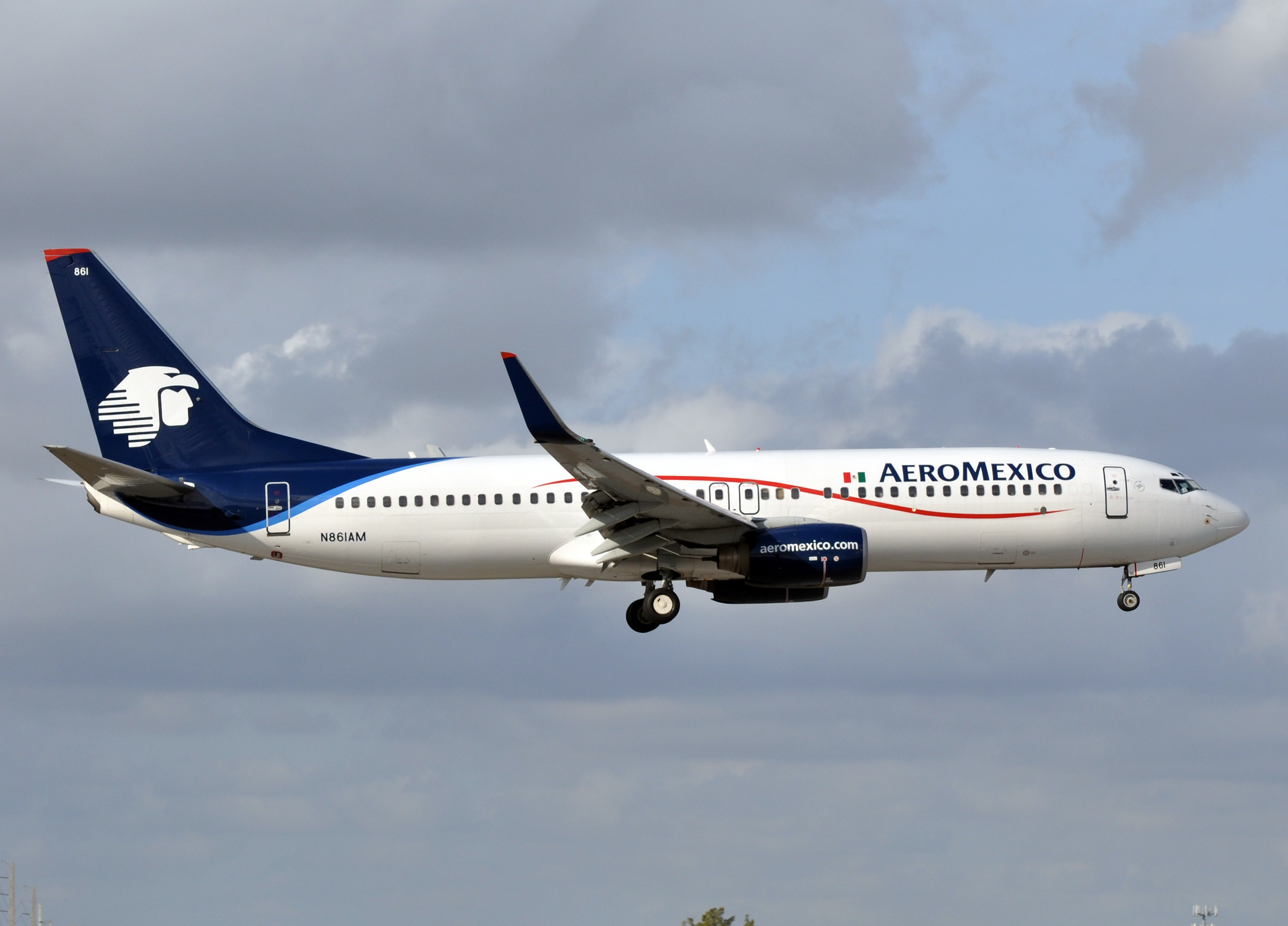
طائرة بوينغ 737-800 تابعة للشركة.

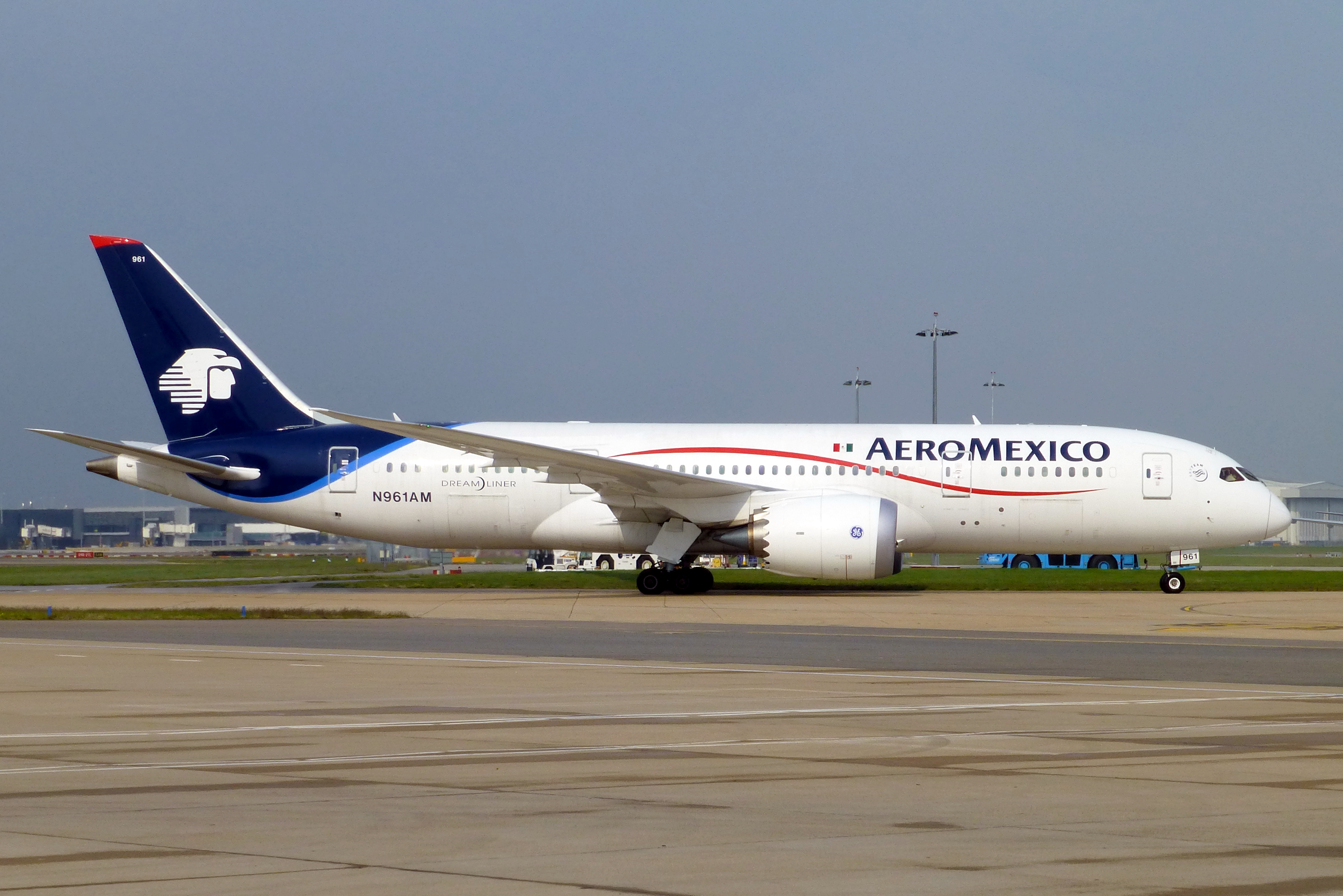
طائرة بوينغ 787.

تستخدم طيران المكسيك أسطولاً من طائرات بوينج بالكامل. اعتبارًا من فبراير 2023، تشغل الخطوط الجوية المكسيكية الطائرات التالية:
| الطائرة          | في الخدمة | مطلوبة | الركاب       | الركاب            | الركاب   | الركاب  | ملاحظات                                           |
| الطائرة          | في الخدمة | مطلوبة | رجال الأ‘مال | السياحية المتميزة | السياحية | المجموع | ملاحظات                                           |
| ---------------- | --------- | ------ | ------------ | ----------------- | -------- | ------- | ------------------------------------------------- |
| بوينغ 737-700    | 5         | —      | 12           | 18                | 94       | 124     | طائرة واحدة فقط تعمل.                             |
| بوينغ 737-800    | 36        | —      | 16           | 18                | 126      | 160     |                                                   |
| بوينغ 737 ماكس 8 | 33        | 12     | 16           | 18                | 132      | 166     | تشمل طائرات إضافية أعلن عنها في مارس ويونيو 2022. |
| بوينغ 737 ماكس 9 | 14        | 12     | 16           | 18                | 147      | 181     | تشمل طائرات إضافية أعلن عنها في مارس ويونيو 2022. |
| بوينغ 787-8      | 8         | —      | 32           | 9                 | 202      | 243     |                                                   |
| بوينغ 787        | 11        | 3      | 36           | 27                | 211      | 274     |                                                   |
| المجموع          | 107       | 15     |              |                   |          |         |                                                   |

### الأسطول التاريخي
- أفرو أنسون
- Bellanca Pacemaker
- بيتشكرافت موديل 17
- بوينغ 247
- بوينغ 757
- بوينغ 767
- بوينغ 767
- بوينغ 777
- Bristol Britannia
- كونفير سي في -240
- دوغلاس دي سي-3
- دوغلاس دي سي-4
- دوغلاس دي سي-6
- دوغلاس دي سي-8
- لوكهيد كونستليشن
- ماكدونل دوغلاس دي سي-9
- ماكدونل دوغلاس دي سي-9
- ماكدونل دوغلاس دي سي-10
- ماكدونل دوغلاس دي سي-10
- ماكدونل دوغلاس إم دي-80
- ماكدونل دوغلاس إم دي-80
- ماكدونل دوغلاس إم دي-80
- ماكدونل دوغلاس إم دي-80
- Stinson SR  [لغات أخرى]‏
- Travel Air[بحاجة لتوضيح]

## وصلات خارجية
- الموقع الرسمي للشركة (بالإنجليزية)
- تفاصيل أسطول طيران المكسيك (بالإنجليزية)